# جوائز المجتمع
جوائز المجتمع (بالإنجليزية: Society Awards)‏ هي شركة أمريكية تشتهر بتصميم وتصنيع جوائز صناعة الترفيه رفيعة المستوى، بما في ذلك جائزة جائزة إيمي وجائزة الغولدن جلوب وجوائز صناع المحتوي يوتيوب وغيرها.

## التاريخ
تأسست جوائز المجتمع في عام 2007 من قبل رجل الأعمال ديفيد موريتز، موريتز هو رائد أعمال ومحامي من خلال التدريب، ويقع المقر الرئيسي للجائزة في مدينة نيويورك.

## الموقع
تقع مكاتب جوائز المجتمع في مدينة نيويورك جنوب ماديسون جاردن ومحطة بين. تقوم الشركة بالكثير من الجوائز وتخصيص الجوائز في منشأة إنتاج تبلغ مساحتها 40 ألف قدم مربع في جروف، أوكلاهوما.
في عام 2020، افتتحت جوائز المجتمع مقرها الثاني في شارلوت بولاية نورث كارولينا في ساوث إند بالمدينة.